# Piz Boè
Piz Bòe là một ngọn núi cao 3152 mét, ngọn núi cao nhất và chỉ có ba đỉnh của Nhóm Sella trong Dolomites, Ý. 
Các đỉnh núi khác trong khối núi là những đỉnh Pisciadù (2.985 m), Boèseekofel (2.910 m), Sellatürme (đỉnh cao nhất 2.696 m) và Pordoi (2.952 m).
Nó nằm trên biên giới các tỉnh: tỉnh Trento, tỉnh Bolzano và tỉnh Belluno. 
Có tuyến cáp treo lên đến độ cao 2950 mét. Núi này có khu vực trượt tuyết thể thao.